# Route nationale 728
Die Route nationale 728, kurz N 728 oder RN 728, war eine französische Nationalstraße, die von 1933 bis 1973 zwischen Saintes und dem Pointe du Chapus verlief. Ihre Länge betrug 45 Kilometer.